# ۳۵۹ برادوی
۳۵۹ برادوی (انگلیسی: 359 Broadway) یک ساختمان اداری در خیابان برادوی، منهتن، نیویورک است.
این ساختمان که در سال ۱۸۵۲ افتتاح شده‌است دارای ۵ طبقه و ۱۶.۸۸ متر ارتفاع می‌باشد.

## نگارخانه

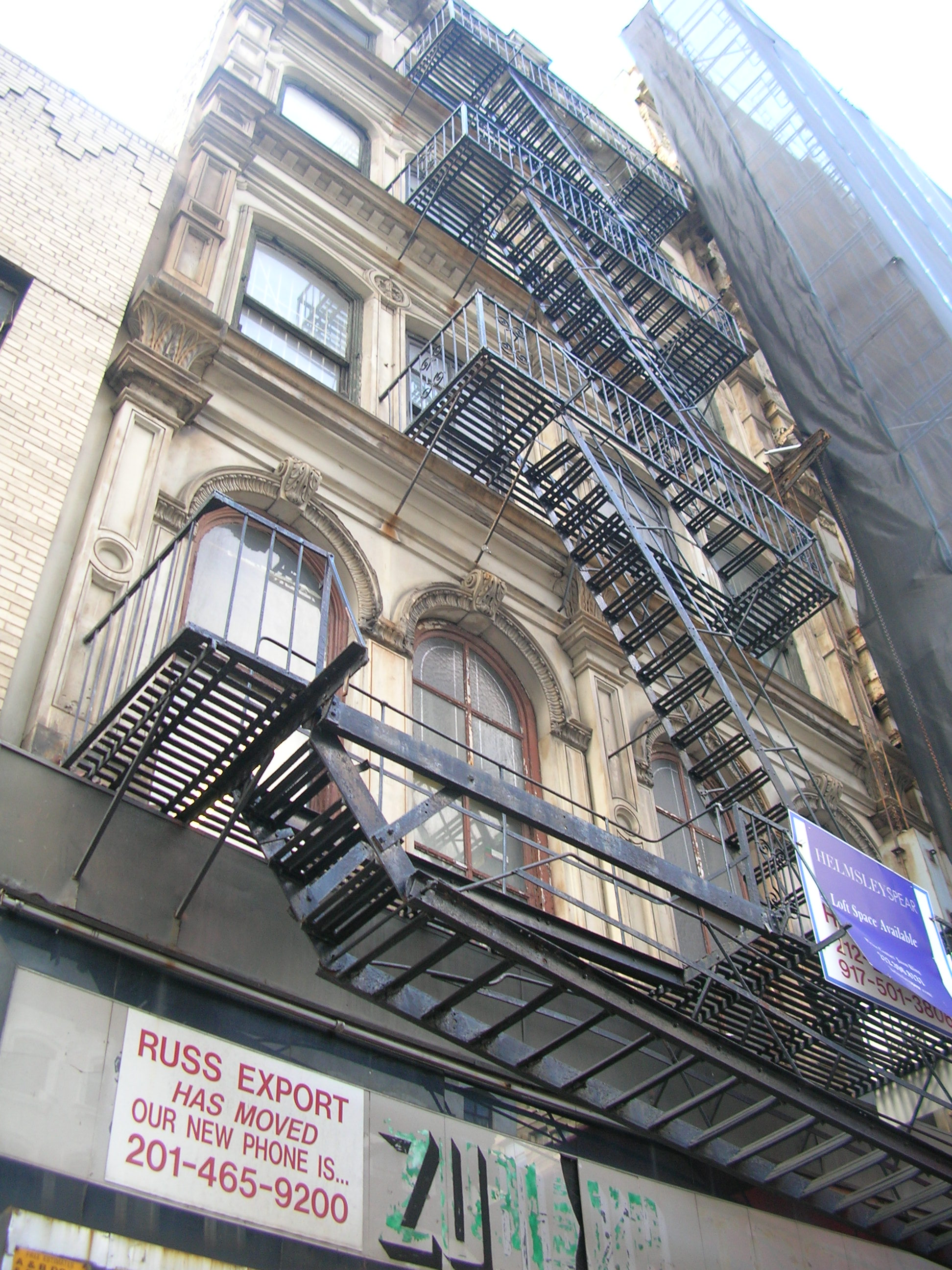